# 城巴37線
37線是一條已取消的港島市區巴士路線，由城巴營辦，來往置富花園及中環碼頭，途經薄扶林、香港大學、西營盤及上環，只在星期一至六繁忙時間提供服務。
此路線於1978年由中巴開辦，在1995年城巴接手經營此路線，並已於1997年5月5日停止服務，由37A及37B取代其服務。

## 歷史
- 1978年11月1日：中巴開辦37線來往置富花園及中環（機利文街），每日早上至傍晚提供服務，每30-60分鐘一班，全程收費$0.5。[1]
- 1979年7月3日：服務時間延長至午夜，晚間班次延長至中環總站，並加開特別班次往來置富花園至香港仔，於每日早上至傍晚提供服務（1981年起取消特別班次）。
- 1980年2月12日：所有班次延長至中環總站。
- 1981年10月26日：此路線往中環方向改經山道天橋。
- 1985年11月18日：因應44線取消，此路線往中環方向不再行走山道天橋，改行薄扶林道西營盤段，由西邊街轉入德輔道西。
- 1989年：配合薄扶林道及皇后大道西交通安排變更，往中環方向改經皇后大道西及水街轉入德輔道西。
- 1992年：此路線縮減至平日繁忙時間單向服務，並改由7號線來回程繞經置富花園替代。
- 1994年12月5日：此路線總站遷往中環（港景街）。
- 1995年：配合薄扶林道介乎皇后大道西與第二街一段改為單向南行，往中環方向改經第二街轉入水街。
- 1995年4月14日：總站遷往中環碼頭。
- 1995年9月1日：中巴14條路線被削減，此路線為其中之一，改由城巴營辦。
- 1997年5月5日：此路線與37M線重組成新的37A和37B線。[2]

## 服務時間
此路線資料以取消前（1997年5月）為準。

### 由置富花園開出
- 星期一至五：
  - 06:00-09:00（20分鐘一班）
  - 16:30-18:30（20分鐘一班）
- 星期六：
  - 06:00-09:00（20分鐘一班）

### 由中環碼頭開出
- 星期一至五：
  - 06:00-09:00（20分鐘一班）
  - 16:30-19:00（20分鐘一班）
- 星期六：
  - 06:30-09:00（20分鐘一班）

此路線於星期日及公眾假期不設服務。

### 過往服務時間資料
置富花園開出
- 每天：
  - 07:05-10:05（30分鐘一班）
  - 10:05-16:05（60分鐘一班）
  - 16:05-19:05（30分鐘一班）

中環（機利文街）開出
- 每天：
  - 07:35-10:35（30分鐘一班）
  - 10:35-16:35（60分鐘一班）
  - 16:35-19:35（30分鐘一班）

置富花園開出
- 星期一至六：
  - 06:00-09:00（6-8分鐘一班）
  - 09:00-16:00（10分鐘一班）
  - 16:00-18:00（6分鐘一班）
  - 18:00-23:00（15分鐘一班）

中環總站開出
- 星期一至六：
  - 06:30-09:00（6-8分鐘一班）
  - 09:00-16:30（10分鐘一班）
  - 16:30-19:00（6分鐘一班）
  - 19:00-23:30（15分鐘一班）[5]

## 車費
| 收費調整生效日期 | 全程收費           | 分段收費                                                                                                 |
| ---------------- | ------------------ | --- |
| 1996年3月3日     | $3.7（非空調巴士） | 瑪麗醫院往中環碼頭：$3.4（非空調） 德輔道西往中環碼頭：$2.6（非空調） 瑪麗醫院往置富花園：$3.4（非空調） |
| 1994年4月1日     | $3.4（非空調巴士） | 瑪麗醫院往中環碼頭：$3.1（非空調） 德輔道西往中環碼頭：$2.3（非空調） 瑪麗醫院往置富花園：$3.1（非空調） |
| 1993年4月5日     | $3.2（非空調巴士） | 瑪麗醫院往中環碼頭：$2.9（非空調） 德輔道西往中環碼頭：$2.1（非空調） 瑪麗醫院往置富花園：$2.9（非空調） |
| 1991年3月31日    | $3.0（非空調巴士） | 瑪麗醫院往中環碼頭：$2.6（非空調） 德輔道西往中環碼頭：$1.8（非空調） 瑪麗醫院往置富花園：$2.6（非空調） |
| 1990年3月18日    | $2.5（非空調巴士） | 瑪麗醫院往中環碼頭：$2.1（非空調） 德輔道西往中環碼頭：$1.4（非空調） 瑪麗醫院往置富花園：$2.1（非空調） |
| 1989年7月2日     | $2.3（非空調巴士） | 瑪麗醫院往中環碼頭：$1.9（非空調） 德輔道西往中環碼頭：$1.2（非空調） 瑪麗醫院往置富花園：$1.9（非空調） |
| 1986年4月1日     | $2.0（非空調巴士） | 瑪麗醫院往中環碼頭：$1.5（非空調） 德輔道西往中環碼頭：$1.0（非空調） 瑪麗醫院往置富花園：$1.5（非空調） |
| 1984年1月1日     | $1.6（非空調巴士） | 瑪麗醫院往中環碼頭：$1.3（非空調） 瑪麗醫院往置富花園：$1.3（非空調）                                    |
| 1981年4月12日    | $1.3（非空調巴士） | 瑪麗醫院往中環碼頭：$1.0（非空調） 瑪麗醫院往置富花園：$1.0（非空調）                                    |
| 1980年2月3日     | $1.0（非空調巴士） | 瑪麗醫院往中環碼頭：$0.7（非空調） 瑪麗醫院往置富花園：$0.7（非空調）                                    |
| 1978年11月1日    | $0.5（非空調巴士） | 不設分段收費                                                                                             |

## 用車
此路線於中巴時代派車3輛。 城巴接手此路線後，仍維持全線以非空調巴士行走，用車以利蘭亞特蘭大AN68（A6XX）為主，利蘭勝利二型（37-45）也曾客串此路線。

## 行車路線
- 由置富花園開出：途經置富道、利牧徑、薄扶林道、第二街、水街、德輔道西、干諾道中、康樂廣場及民耀街
- 由中環碼頭開出：途經民耀街、港景街、干諾道中、租庇利街、皇后大道中、皇后大道西、薄扶林道及置富道